# Атлетико Марте
«Атлетико Марте» — сальвадорский футбольный клуб из столицы страны, города Сан-Сальвадор, в настоящий момент выступает в Премере Сальвадора, сильнейшем дивизионе Сальвадора. Клуб основан 22 апреля 1950 года, домашние матчи проводит на арене «Эстадио Кускатлан», вмещающей 44 313 зрителей. В Примере Сальвадора «Атлетико Марте» провёл 52 сезона, в 8 из которых одержал победу, что делает его пятым по титулованности клуб Сальвадора.

## Достижения
- Чемпионат Сальвадора по футболу:
  - Чемпион (8): 1954/55, 1955/56, 1956/57, 1968/69, 1970, 1980, 1982, 1985.
- Кубок чемпионов КОНКАКАФ:
  - Финалист (1): 1981.
- Кубок обладателей кубков КОНКАКАФ:
  - Чемпион (1): 1991.